# Stephansplatz (stacja metra w Hamburgu)
Stephansplatz – stacja metra hamburskiego na linii U1. Stacja została otwarta 2 czerwca 1929. 

## Położenie
Centralny peron stacji metra znajduje się na poziomie -2. na kierunku północny zachód-południowy wschód pod placem o tej samej nazwie w hamburskiej dzielnicy Neustadt. Wyjścia są z obu końców peronu. Wyjście północne znajduje się na granicy dawnych murów obronnych Hamburga (obecnie Planten un Blomen), również można dojść stąd w odległości około 200 metrów do dworca kolejowego Dammtor. Od południowego wyjścia rozchodzą się dwie klatki schodowe prowadzące na powierzchnię w obszarze skrzyżowanie Esplanade i Dammtorstrasse.